# Семикарбазоны
Семикарбазоны (от семикарбазид и гидразон) - соединения общей структуры R2C=N-NH-CO-NH2, формально являющиеся продуктами конденсации семикарбазидов с карбонильными соединениями - альдегидами и кетонами.
Семикарбазоны - твердые, хорошо кристаллизующиеся вещества, имеющие, как правило, четкие температуры плавления. Семикарбазоны практически нерастворимы в воде, растворимы в низших спиртах, полярных органических растворителях и водных растворах сильных кислот.

## Синтез
Семикарбазоны получают взаимодействием семикарбазида или замещенных семикарбазидов с альдегидами и кетонами, при этом в препаративной практике вместо семикарбазида обычно используют его гидрохлорид (более стабильный и хорошо хранящийся, чем свободный семикарбазид) и ацетат натрия. Реакцию проводят в водном (в случае водорастворимых карбонильных соединений) или водно-спиртовом растворах. Реакция образования семикарбазонов катализируется кислотами и является обратимой, при этом на первой стадии в результате присоединения аминогруппы к карбонильному атому углерода образуется α-аминоспирт, который далее дегидратируется до семикарбазона:
RR1C=O + H2N-NHCONH2 {\displaystyle \to } RR1C(OH)NH-NHCONH2 {\displaystyle \to } RR1C=N-NHCONH2  + H2O
В некоторых случаях ход реакции осложняется: в частности, если карбонильные соединения несут сильные электронакцепторные заместители при карбонильной группе (хлораль, гексафторацетон), реакция останавливается на стадии образования соответствующих α-аминоспиртов, не дегидратирующихся в условиях реакции. α,β-непредельные карбонильные соединения в условиях реакции могут образовывать как семикарбазоны, так и продукты дальнейшего присоединения семикарбазида к активированной карбонильной группой двойной связи - семикарбазидосемикарбазоны либо претерпевать циклизацию за счет внутримолекулярного присоединения к двойной связи в пиразолины.
Другим методом синтеза семикарбазонов является ацилирование гидразонов изоцианатами:
RR1C=N-NH2 + R2-N=C=O {\displaystyle \to } RR1C=N-NH-CO-NHR2

## Реакционная способность
Семикарбазиды RR1C=N-NH-CO-NH2 структурно являются замещенными гидразонами RR1C=N-NHR2, R2 = -CO-NH2, поэтому реакции семикарбазонов с участием связи C=N во многим сходны с реакциями гидразонов.
Так, семикарбазоны гидролизуются при нагревании с водными растворами сильных кислот, регенерируя исходные карбонильные соединения и семикарбазиды:
RR1C=N-NHCONH2 {\displaystyle \to } + H2O {\displaystyle \to } RR1C=O + H2N-NHCONH2,
эта реакция применяется для очистки (или выделения из смесей) альдегидов и кетонов через образование и очистку перекристаллизацией семикарбазонов.
Подобно гидразонам семикарбазоны восстанавливаются по связи C=N до замещенных семикарбазидов:
RR1C=N-NHCONH2 + [H] {\displaystyle \to } RR1CH-NH-NHCONH2
При нагревании с щелочами или алкоголятами щелочных металлов семикарбазоны по типу реакции Кижнера образуют углеводороды, предполагается, что реакция идет через промежуточное образование гидразонов:
RR1C=N-NHCONH2 + 2MOH {\displaystyle \to } RR1C=N-NH2 + M2CO3 + NH3
RR1C=N-NH2 {\displaystyle \to } RR1CH2 + N2

## Применение
Образование семикарбазонов используют в аналититческой химии для идентификации альдегидов и кетонов по температурам плавления образуемых ими семикарбазонов и для выделения в чистом виде альдегидов и кетонов (через образование, перекристаллизацию и гидролиз семикарбазонов).
Ряд семикарбазонов нашли применение в качестве лекарственных средств. Так, семикарбазон 5-нитрофурфурола (фурацилин) применяется в качестве антисептика местного действия, амбазон (фарингосепт) — местного бактериостатика.
Некоторые семикарбазоны используются в качестве инсектицидов (метафлумизон) и гербицидов (дифлуфензопир).